# غيرلان
غيرلان (Guerlain) (
تنطق بالفرنسية: [ɡɛʁlɛ̃]) هو بيت عطور فرنسي، ينتج العطور ومستحضرات hgتجميل والعناية بالبشرة، ويعد من بين الأقدم في العالم. تتميز العديد من عطور غيرلان التقليدية باسم شائع يعرف "غيرلاندي" (Guerlinade). تأسس البيت في باريس عام 1828 من قبل صانع العطور "بيرية فرانكويس باسكال غيرلان (Pierre-François Pascal Guerlain). تم تشغيله من قبل عائلة غيرلان حتى عام 1994، عندما تم شراؤها من قبل الشركة الفرنسية متعددة الجنسيات أل في أم أش - مويت هنسي لوي فيتون.

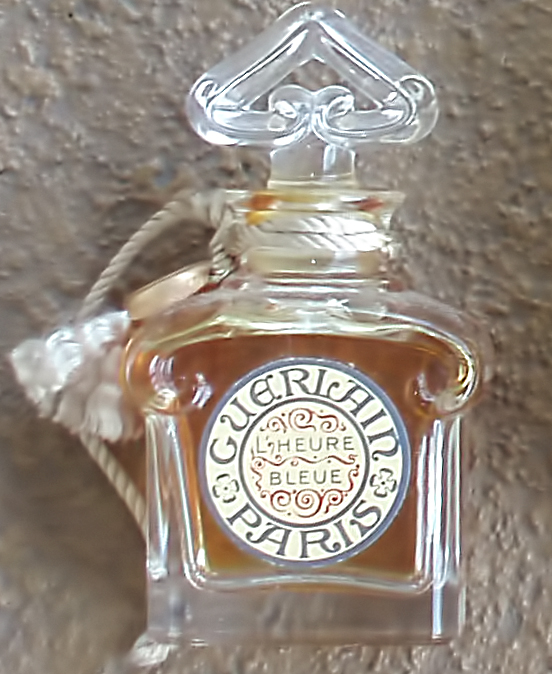
Guerlain's L'Heure Bleue

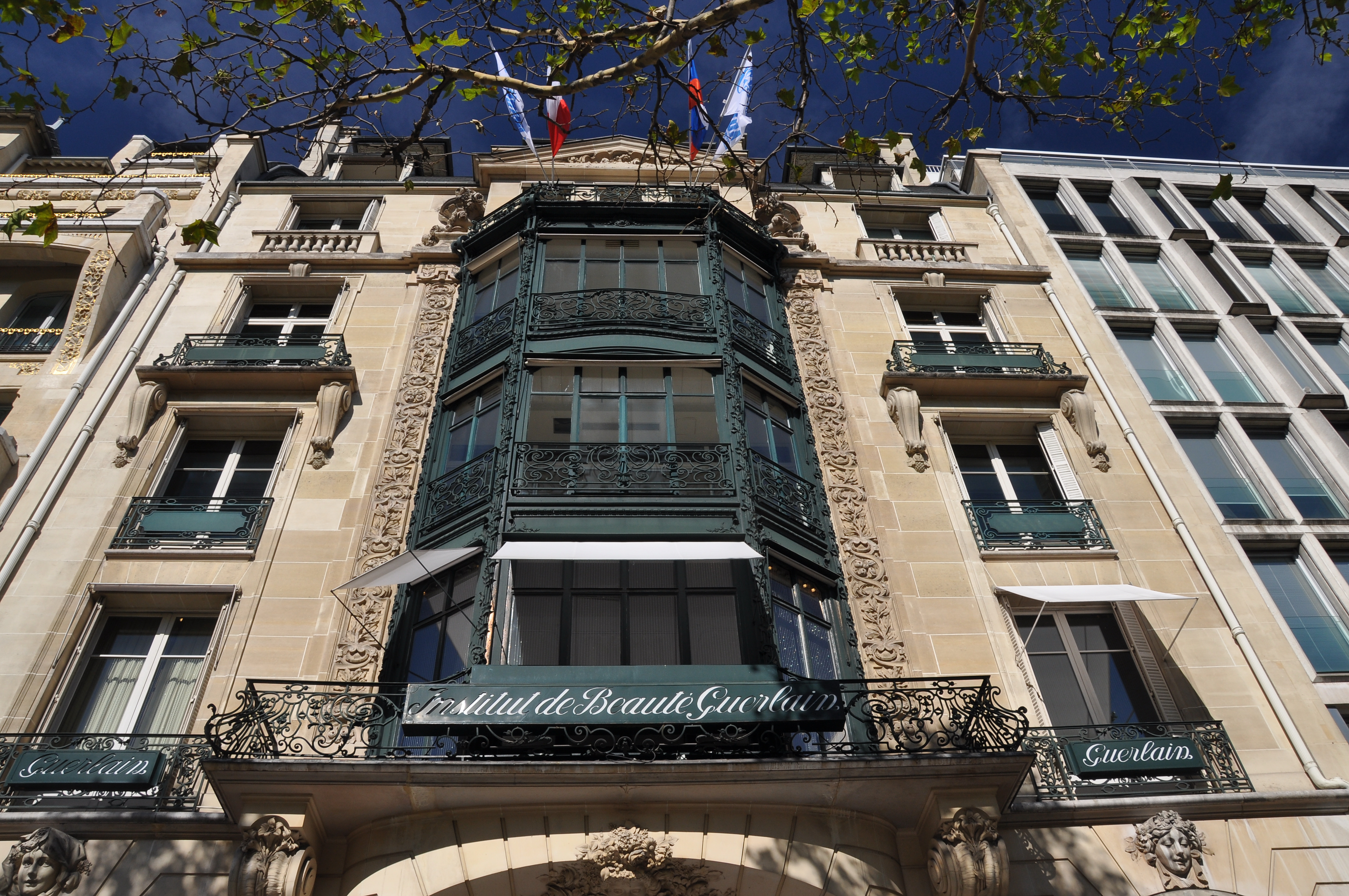
A Guerlain boutique on the Champs-Élysées, in باريس

## روابط خارجية
- غيرلان على موقع IMDb (الإنجليزية)
- Official website
- Corporate webpage of LVMH, owner of Guerlain